# Maagha
 Maagha  is de elfde maand van de hindoeïstische kalender. Maagha begint volgens de westerse kalender tussen 21 januari en 19 februari afhankelijk van de maanstand en wanneer de zon zich in het sterrenbeeld Steenbok begeeft. Maagha is ook bekend als maagh.